# آب‌انبار امامزاده اباذر
آب‌انبار امامزاده اباذر مربوط به دوره قاجار - دوره پهلوی است و در شهرستان قزوین، بخش مرکزی، روستای امامزاده اباذر واقع شده و این اثر در تاریخ ۱۱ مرداد ۱۳۸۴ با شمارهٔ ثبت ۱۲۵۸۷ به‌عنوان یکی از آثار ملی ایران به ثبت رسیده است.